# Indracht
Indracht, Indrakt – imię męskie pochodzenia celtyckiego (irlandzkiego), wywodzące się od Indrechtach, Indrachtach — "napastnik, "najeźdźca". Patronem tego imienia jest święty Indracht, zm. w Glastonbury, syn króla irlandzkiego (†854). 
Indracht, Indrakt imieniny obchodzi 5 lutego.